# Leonor Zamora
Leonor Zamora Concha (Lima, 7 de marzo de 1948-Ayacucho, 21 de diciembre de 1991) fue una política peruana. Alcaldesa de la Huamanga entre 1983 y 1985, activista por los derechos humanos y catedrática de la Universidad San Cristóbal de Huamanga, fue asesinada por Fabio Javier Urquizo Ayma «agente Carrión», miembro de los servicios de inteligencia del ejército, en diciembre de 1991. 

## Biografía
Natural de Lima y estudiante de la Universidad Nacional de San Marcos, llegó a la alcaldía de Huamanga en 1983. Pertenecía al Partido de Integración Nacional (PADIN) y era apoyada por las fuerzas democráticas de izquierda. Durante su mandato, que duró hasta 1985, apoyó la desmilitarización de la región, solicitó una tregua a los terroristas de Sendero Luminoso, denunció abusos del ejército peruano como la muerte de cincuenta ayacuchanos a manos de los infantes de Marina acantonados en Huanta y criticó la decisión de organizar rondas campesinas al no considerar que la lucha contra la guerrilla fuera una actividad que debieran realizar los civiles. Su actividad en defensa de los derechos humanos continuó una vez terminado su gobierno; por ejemplo, en una visita a Francia en 1988 para participar en un encuentro del Movimiento Internacional de Trabajadores.
Fue asesinada el 21 de diciembre de 1991 por el miembro de la inteligencia del ejército peruano Fabio Javier Urquizo Ayma, más conocido como «agente Carrión», a plena luz del día. Sus restos mortales fueron entregados a los familiares en 2009.